# Vertigo Cliffs
Die Vertigo Cliffs (englisch für Höhenangstkliffs) sind markante, steile und rund 200 m hohe Felsenkliffs auf der Vega-Insel vor der Nordspitze der Antarktischen Halbinsel. Sie ragen 11 km westlich des Cape Well-met auf. Nahe ihrem westlichen Ende befindet sich ein Bergkessel. 
Das UK Antarctic Place-Names Committee spielte 1988 mit der Benennung auf die Höhe und Steilheit der Kliffs an.